# Isaac Region
Isaac Region är en kommun i Australien. Den ligger i delstaten Queensland, omkring 760 kilometer nordväst om delstatshuvudstaden Brisbane. Antalet invånare var 20 940 vid folkräkningen 2016.
Följande samhällen finns i Isaac:
- Moranbah
- Clermont

I omgivningarna runt Isaac växer huvudsakligen savannskog. Trakten runt Isaac är nära nog obefolkad, med mindre än två invånare per kvadratkilometer.  Genomsnittlig årsnederbörd är 807 millimeter. Den regnigaste månaden är januari, med i genomsnitt 156 mm nederbörd, och den torraste är augusti, med 19 mm nederbörd.